# Bao hoa
Bao hoa là tên gọi chung để chỉ đài hoa và tràng hoa, là phần nằm bên ngoài bộ nhị và bộ nhụy, có tác dụng bảo vệ bộ phận sinh sản khi hoa còn ở dạng nụ; và thu hút, dẫn dụ côn trùng bay tới hoa để thụ phấn khi hoa đã nở. Do các loại hoa có cấu tạo khác nhau nên có thể phân chia bao hoa như sau:
1. Hai bao hoa: Có đài hoa và tràng hoa phân biệt và tách biệt rõ ràng, như ở đào (Prunus persica), móng bò (Bauhinia spp.).
2. Một bao hoa: Tràng hoa và đài hoa hợp lại làm một, không có cách nào để phân biệt.
  1. Bao hoa dạng đài: Một bao hoa với bao hoa màu xanh lục, hình dáng giống như đài hoa, như ở gai dầu (Cannabis spp.).
  2. Bao hoa dạng tràng: Một bao hoa với bao hoa có màu sắc sặc sỡ, hình dáng giống như tràng hoa, như ở kiều mạch (Fagopyrum esculentum).
3. Không bao hoa: Không có cả đài hoa lẫn tràng hoa, chủ yếu là thực vật thụ phấn nhờ gió, như liễu (Salix spp.), tiểu mạch (Triticum spp.).

## Mô hình

Hai bao hoa
Một bao hoa (dạng tràng)
Một bao hoa (dạng đài)
Không bao hoa